# تأنث
التَّخَنُّث أو التأنُّث هي تجسيد للسمات والتعابير في أولئك الذين ليسوا من الجنس الأنثوي (مثل الأولاد والرجال ) التي غالبًا ما ترتبط بما يُنظر إليه عمومًا على أنه سلوكيات أنثوية أو أنماط أو أدوار الجنسين ، بدلاً من سلوكيات أو أساليب أو أدوار ذكورية. يُعدّ التخنث والتعبيرات الجنسانية الأُخَر مستقلة عن النشاط الجنسي أو الهوية الجنسية للشخص وتعرض من قبل الأشخاص من كلا الجنسين. يُنظر إلى التخنث في بعض المجتمعات على أنها شيء يجسده البعض في مجتمع الذكور المثليين جنسياً. لقد أدى إظهار التخنث في بعض المجتمعات التي ترفضها إلى التحيز والتمييز والعداء والشتائم أحيانًا تجاه من يظهرها.